# 绿瓦亭
绿瓦亭，位于中国广东省佛山市禅城区澜石藜涌下村，为佛山市市级文物保护单位，类型为近现代重要史迹及代表性建筑，公布时间为1998年4月30日。
绿瓦亭的历史年代为民国。